# 1 500 meter för herrar i friidrott vid olympiska sommarspelen 1972
1 500 meter herrar vid olympiska sommarspelen 1972 i München avgjordes 8–10 september. 

## Medaljörer
| Gren        | Guld                 | Guld   | Silver               | Silver | Brons                 | Brons  |
| 1 500 meter | Pekka Vasala Finland | 3.36,3 | Kipchoge Keino Kenya | 3.36,8 | Rod Dixon Nya Zeeland | 3.37,5 |

## Resultat

### Heat
- Heat 1

| Placering | Namn                        | Tid    |
| --------- | --------------------------- | ------ |
| 1.        | Thomas Wessinghage (FRG)    | 3.40,6 |
| 2.        | Dave Wottle (USA)           | 3.40,7 |
| 3.        | Jean-Pierre Dufresne (FRA)  | 3.40,8 |
| 4.        | Brendan Foster (GBR)        | 3:40.8 |
| 5.        | Donaldo Arza (PAN)          | 3:41.8 |
| 6.        | Ivan Ivanov (URS)           | 3:42.3 |
| 7.        | Mehmet Tuemkan (TUR)        | 3:44.0 |
| 8.        | Mohamed Kacemi (ALG)        | 3:45.2 |
| 9.        | Daniel Andrade (SEN)        | 3:59.2 |
| 10.       | Dafallah Sultan Farah (SUD) | 4:02.9 |

- Heat 2

| Placering | Namn                 | Tid    |
| --------- | -------------------- | ------ |
| 1.        | Franco Arese (ITA)   | 3:44.0 |
| 2.        | Herman Mignon (BEL)  | 3:44.2 |
| 3.        | Bodo Tümmler (FRG)   | 3:44.5 |
| 4.        | Gerd Larsen (DEN)    | 3:44.7 |
| 5.        | John Kirkbride (GBR) | 3:45.3 |
| 6.        | Filbert Bayi (TAN)   | 3:45.4 |
| 7.        | Jozef Horcic (TCH)   | 3:45.7 |
| 8.        | William Smart (CAN)  | 3:49.2 |
| -         | Bram Wassenaar (NED) | DNS    |
| -         | Kassem Hamze (LIB)   | DNS    |

- Heat 3

| Placering | Namn                        | Tid    |
| --------- | --------------------------- | ------ |
| 1.        | Shibrou Regassa (ETH)       | 3:43.6 |
| 2.        | Spilios Zacharopoulos (GRE) | 3:43.8 |
| 3.        | Henryk Szordykowski (POL)   | 3:44.2 |
| 4.        | Pekka Päivärinta (FIN)      | 3:44.4 |
| 5.        | André de Hertoghe (BEL)     | 3:44.6 |
| 6.        | Petre Lupan (ROM)           | 3:44.8 |
| 7.        | M'Hamad Amakdouf (MAR)      | 3:48.4 |
| 8.        | A Naser Alsafraa (KSA)      | 4:14.5 |
| -         | Benson Mulomba (ZAM)        | DNS    |
| -         | Robert Leborgne (FRA)       | DNS    |

- Heat 4

| Placering | Namn                     | Tid    |
| --------- | ------------------------ | ------ |
| 1.        | Kipchoge Keino (KEN)     | 3:40.0 |
| 2.        | Rod Dixon (NZL)          | 3:40.0 |
| 3.        | Gunnar Ekman (SWE)       | 3:40.4 |
| 4.        | Klaus-Peter Justus (GDR) | 3:40.4 |
| 5.        | Gianni del Buono (ITA)   | 3:40.8 |
| 6.        | Werner Meier (SUI)       | 3:43.2 |
| 7.        | Mohamad Younas (PAK)     | 3:44.1 |
| 8.        | Vitus Ashaba (UGA)       | 3:45.2 |
| 9.        | Jim Ryun (USA)           | 3:51.5 |
| 10.       | Billy Fordjour (GHA)     | 4:08.2 |
| -         | Jevgenij Arzjanov (URS)  | DNS    |

- Heat 5

| Placering | Namn                      | Tid    |
| --------- | ------------------------- | ------ |
| 1.        | Hailu Ebba (ETH)          | 3:41.6 |
| 2.        | Paul-Heinz Wellmann (FRG) | 3:41.8 |
| 3.        | Raymond Smedley (GBR)     | 3:42.1 |
| 4.        | Christopher Fisher (AUS)  | 3:42.5 |
| 5.        | Frank Murphy (IRL)        | 3:43.4 |
| 6.        | Byron Dyce (JAM)          | 3:45.9 |
| 7.        | Cosmas Silei (KEN)        | 3:52.0 |
| 8.        | Joze Medjimurec (YUG)     | 3:52.1 |
| 9.        | Harry Nkopeka (MAW)       | 4:00.9 |
| 10.       | Edward Kar (LBR)          | 4:21.4 |

- Heat 6

| Placering | Namn                     | Tid    |
| --------- | ------------------------ | ------ |
| 1.        | Pekka Vasala (FIN)       | 3:40.9 |
| 2.        | Tom Hansen (DEN)         | 3:41.1 |
| 3.        | Bob Wheeler (USA)        | 3:41.3 |
| 4.        | Haico Scham (NED)        | 3:41.4 |
| 5.        | Ulf Högberg (SWE)        | 3:41.5 |
| 6.        | Edgar Salve (BEL)        | 3:42.1 |
| 7.        | Anthony Colon (PUR)      | 3:44.6 |
| 8.        | Edouard Rasoanaivo (MAD) | 3:48.5 |
| 9.        | Jaiye Abidoye (NGR)      | 3:48.8 |
| 10.       | Mohammed Aboker (SOM)    | 3:59.5 |

- Heat 7

| Placering | Namn                          | Tid    |
| --------- | ----------------------------- | ------ |
| 1.        | Mike Boit (KEN)               | 3:42.2 |
| 2.        | Tony Polhill (NZL)            | 3:42.3 |
| 3.        | Vladimir Pantelej (URS)       | 3:42.3 |
| 4.        | Jacques Boxberger (FRA)       | 3:42.6 |
| 5.        | Mansour Guettaya (TUN)        | 3:43.9 |
| 6.        | Fernando Eugenio Mamede (POR) | 3:45.1 |
| 7.        | Azzedine Azzouzi (ALG)        | 3:46.4 |
| 8.        | Kenneth Elmer (CAN)           | 3:46.6 |
| 9.        | Esaie Fongang (CMR)           | 3:54.5 |
| 10.       | Jimmy Crampton (BIR)          | 4:06.9 |

### Semifinaler
- Heat 1

| Placering | Namn                        | Tid    |
| --------- | --------------------------- | ------ |
| 1.        | Mike Boit (KEN)             | 3:41.3 |
| 2.        | Vladimir Pantelej (URS)     | 3:41.6 |
| 3.        | Tom Hansen (DEN)            | 3:41.6 |
| 4.        | Dave Wottle (USA)           | 3:41.6 |
| 5.        | Christopher Fisher (AUS)    | 3:42.0 |
| 6.        | Gianni del Buono (ITA)      | 3:42.0 |
| 7.        | Thomas Wessinghage (FRG)    | 3:43.4 |
| 8.        | Spilios Zacharopoulos (GRE) | 3:43.5 |
| 9.        | Ulf Högberg (SWE)           | 3:43.6 |
| 10.       | Hailu Ebba (ETH)            | 3:43.7 |

- Heat 2

| Placering | Namn                      | Tid    |
| --------- | ------------------------- | ------ |
| 1.        | Kipchoge Keino (KEN)      | 3:41.2 |
| 2.        | Herman Mignon (BEL)       | 3:41.7 |
| 3.        | Tony Polhill (NZL)        | 3:41.8 |
| 4.        | Shibrou Regassa (ETH)     | 3:41.9 |
| 5.        | Jacques Boxberger (FRA)   | 3:42.4 |
| 6.        | Henryk Szordykowski (POL) | 3:42.5 |
| 7.        | Haico Scharn (NED)        | 3:44.4 |
| 8.        | Pekka Päivärinta (FIN)    | 3:45.1 |
| 9.        | Raymond Smedley (GBR)     | 3:45.8 |
| 10.       | Bodo Tümmler (FRG)        | 3:50.0 |

- Heat 3

| Placering | Namn                       | Tid    |
| --------- | -------------------------- | ------ |
| 1.        | Rod Dixon (NZL)            | 3:37.9 |
| 2.        | Pekka Vasala (FIN)         | 3:37.9 |
| 3.        | Brendan Foster (GBR)       | 3:38.2 |
| 4.        | Paul-Heinz Wellmann (FRG)  | 3:38.4 |
| 5.        | Gunnar Ekman (SWE)         | 3:39.4 |
| 6.        | Bob Wheeler (USA)          | 3:40.4 |
| 7.        | Franco Arese (ITA)         | 3:41.1 |
| 8.        | Jean-Pierre Dufresne (FRA) | 3:41.6 |
| 9.        | Klaus-Peter Justus (GDR)   | 3:44.6 |
| 10.       | Gerd Larsen (DEN)          | 3:59.4 |

### Final
| Placering | Namn                      | Tid    |
| --------- | ------------------------- | ------ |
|           | Pekka Vasala (FIN)        | 3.36,3 |
|           | Kipchoge Keino (KEN)      | 3.36,8 |
|           | Rod Dixon (NZL)           | 3.37,5 |
| 4.        | Mike Boit (KEN)           | 3.38,4 |
| 5.        | Brendan Foster (GBR)      | 3.39,0 |
| 6.        | Herman Mignon (BEL)       | 3.39,1 |
| 7.        | Paul-Heinz Wellmann (FRG) | 3.40,1 |
| 8.        | Vladimir Pantelej (URS)   | 3.40,2 |
| 9.        | Tony Polhill (NZL)        | 3.41,8 |
| 10.       | Tom Hansen (DEN)          | 3.46,6 |

Key:  DNF = Did not finish (fullföljde inte)
 * Wind assisted